# Фінал клубного чемпіонату світу з футболу 2023
Фінал Клубного чемпіонату світу з футболу 2023 — фінальний матч клубного чемпіонату світу 2023 року, футбольного турніру для клубів-чемпіонів кожної з шести конфедерацій ФІФА та чемпіона країни-господарки турніру. Матч відбувся 22 грудня 2023 року на Король Абдалла Спортс Сіті у місті Джидда.
У матчі зіграли англійський «Манчестер Сіті» (переможець Ліги чемпіонів УЄФА 2022/23) і бразильський «Флуміненсе», володар Кубка Лібертадорес 2023 року. Манчестерський клуб виграв 4:0, здобувши цей трофей вперше у своїй історії.

## Учасники
| Клуб           | Конфедерація | Кваліфікувався як                      | Попередні участі (виділено жирним роки перемог) |
| -------------- | ------------ | -------------------------------------- | ----------------------------------------------- |
| Манчестер Сіті | УЄФА         | Переможець Ліги чемпіонів УЄФА 2022/23 | Дебют                                           |
| Флуміненсе     | КОНМЕБОЛ     | Переможець Кубка Лібертадорес 2023     | Дебют                                           |

Примітки: 27 жовтня 2017 року ФІФА офіційно визнала всіх чемпіонів Міжконтинентального кубка клубними чемпіонами світу нарівні з переможцями клубного чемпіонату світу.
- МК: Міжконтинентальний кубок з футболу (1960—2004)
- КЧС: Клубний чемпіонат світу (2000, 2005–донині)

## Шлях до фіналу
| Манчестер Сіті     | Манчестер Сіті | Клуб     | Флуміненсе      | Флуміненсе |
| ------------------ | -------------- | -------- | --------------- | ---------- |
| Суперник           | Результат      |          | Суперник        | Результат  |
| Урава Ред Даймондс | 3–0            | Півфінал | Аль-Аглі (Каїр) | 2–0        |

## Матч

### Деталі
| 22 грудня 2023 21:00 |

| Манчестер Сіті                                 | 4–0      | Флуміненсе |
| ---------------------------------------------- | -------- | ---------- |
| - Альварес 1', 88' - Ніно 27' (аг) - Фоден 72' | Протокол |            |

| Король Абдалла Спортс Сіті, Джидда Глядачів: 52 601 Арбітр: Шимон Марциняк (Польща) |

| Манчестер Сіті | Флуміненсе |

| GK              | 31 | Едерсон           |  |     |
| RB              | 2  | Кайл Вокер (кап.) |  |     |
| CB              | 3  | Рубен Діаш        |  |     |
| CB              | 5  | Джон Стоунз       |  | 74' |
| LB              | 6  | Натан Аке         |  | 81' |
| CM              | 82 | Ріко Льюїс        |  | 60' |
| CM              | 16 | Родрі             |  | 74' |
| RW              | 20 | Бернарду Сілва    |  |     |
| AM              | 47 | Філ Фоден         |  | 81' |
| LW              | 10 | Джек Гріліш       |  |     |
| CF              | 19 | Хуліан Альварес   |  |     |
| Заміни:         |    |                   |  |     |
| GK              | 18 | Штефан Ортега     |  |     |
| GK              | 33 | Скотт Карсон      |  |     |
| DF              | 21 | Серхіо Гомес      |  |     |
| DF              | 24 | Йошко Гвардіол    |  | 74' |
| DF              | 25 | Мануель Аканджі   |  | 74' |
| DF              | 68 | Макс Аллейн       |  |     |
| MF              | 4  | Калвін Філліпс    |  |     |
| MF              | 8  | Матео Ковачич     |  | 60' |
| MF              | 27 | Матеуш Нуньєш     |  | 81' |
| MF              | 52 | Оскар Бобб        |  | 81' |
| MF              | 76 | Махамаду Сусохо   |  |     |
| FW              | 92 | Майка Гамільтон   |  |     |
| Тренер:         |    |                   |  |     |
| Жузеп Гвардіола |    |                   |  |     |

| GK             | 1  | Фабіо             |     |     |
| RB             | 2  | Самуел Шав'єр     |     |     |
| CB             | 33 | Ніно (кап.)       |     | 74' |
| CB             | 30 | Феліпе Мело       |     | 60' |
| LB             | 12 | Марсело           | 57' | 60' |
| CM             | 7  | Андре             |     |     |
| CM             | 8  | Матеус Мартінеллі |     |     |
| RW             | 21 | Джон Аріас        |     |     |
| AM             | 10 | Гансо             |     | 60' |
| LW             | 11 | Кено              |     | 46' |
| CF             | 14 | Херман Кано       |     |     |
| Заміни:        |    |                   |     |     |
| GK             | 22 | Педро Ранжел      |     |     |
| GK             | 98 | Вітор Еудес       |     |     |
| DF             | 4  | Марлон            |     | 74' |
| DF             | 23 | Гуга              |     |     |
| DF             | 40 | Діого Барбоза     |     | 60' |
| DF             | 44 | Давід Брас        |     |     |
| MF             | 5  | Александер        | 68' | 60' |
| MF             | 20 | Даніелзінью       |     |     |
| MF             | 29 | Тьяго Сантос      |     |     |
| MF             | 45 | Ліма              |     | 60' |
| FW             | 9  | Джон Кеннеді      | 84' | 46' |
| FW             | 38 | Йоні Гонсалес     |     |     |
| Тренер:        |    |                   |     |     |
| Фернандо Дініз |    |                   |     |     |

| Гравець матчу: Хуліан Альварес (Манчестер Сіті) Помічники судді: Томаш Лісткевич (Польща) Адам Купсік (Польща) Четвертий арбітр: Хесус Валенсуела (Венесуела) Резервний асистент: Туліо Морено (Венесуела) Відеоасистент арбітра: Томаш Квятковський (Польща) Помічник відеоасистента: Хуан Сото (Венесуела) Хорхе Уррего (Венесуела) Хуан Лара (Чилі) | Регламент - 90 хвилин основного часу. - 30 хвилин додаткового часу за необхідності. - Післяматчеві пенальті якщо рахунок ще рівний. - Дванадцять запасних. - Не більше п'яти замін, з доданням шостої заміни у випадку екстра-таймів |